# Budynek łazienek Teodozji Majewskiej
Budynek łazienek Teodozji Majewskiej, Dom Łaziebny – klasycystyczny budynek łaźni znajdujący się przyulicy Bednarskiej 2/4, u zbiegu z ulicą Dobrą.
Budynek jest siedzibą Wydziału Dziennikarstwa, Informacji i Bibliologii Uniwersytetu Warszawskiego.

## Historia
Budynek łaźni, zaprojektowany przez Alfonsa Kropiwnickiego, został wzniesiony w latach 1832–1835 z inicjatywy rodziny Stanisława Majewskiego. Majewski należał do wynalazców handelków, czyli sklepów winno-kolonialnych z małą restauracyjką na zapleczu. Dawniej znajdowała się tu łaźnia parowa na kilkanaście osób oraz gabinety z jednoosobowymi łaźniami parowymi. Wodę czerpano z Wisły i oczyszczano w filtrach. Można było wziąć w niej różnorodne kąpiele (ziołowe, żelazne, siarczane), mieściła się tu także jadłodajnia. Łaźnia została wzniesiona przez Teodozję Majewską. Architektonicznie nawiązywała do budynku Komory Wodnej znajdującej się na Pradze, po drugiej stronie zaczynającego się obok mostu łyżwowego, jednak niesłusznie jest uważana za jego odpowiednik.
Charakterystycznym elementem budynku jest płaskorzeźba Porwanie Prozerpiny przez Posejdona autorstwa Pawła Malińskiego umieszczona w tympanonie.
Obok budynku wzniesiono niewielką oficynę, frontem do Wisły. Teodozja Majewska zmarła w 1881, przekazując łaźnię swym dzieciom. 
Budynek został częściowo zniszczony podczas II wojny światowej. Po wojnie odrestaurowano fasadę, ale za nią powstał nowy budynek. W latach 1954–1973 w budynku znajdowały się szkoły, m.in. obecna Szkoła Podstawowa nr 41 im. Stanisława Staszica. Potem wiele lat działał w nim warszawski Ośrodek Kształcenia Ideologicznego PZPR. 
W 1965 budynek został wpisany do rejestru zabytków.
W latach 1989–2013 w budynku mieściło się I Społecznego Liceum Ogólnokształcącego im. Jam Saheba Digvijay Sinhji. Od 2005 do września 2024 był siedzibą Akademickiego Radia Kampus
W pierwszej połowie 2015 roku budynek został odrestaurowany i stał się siedzibą Instytutu Dziennikarstwa Uniwersytetu Warszawskiego. Od września 2016 roku, po przekształceniu Instytutu Dziennikarstwa, jest siedzibą Wydziału Dziennikarstwa, Informacji i Bibliologii.
W 2019 Uniwersytet Warszawski ogłosił konkurs na nowy budynek dydaktyczny u zbiegu ulic Bednarskiej, Dobrej, Nowy Zjazd i Wybrzeże Kościuszkowskie, który ma zostać połączony z budynkiem łaźni Teodozji Majewskiej.